# درخت‌اقلیم‌شناسی

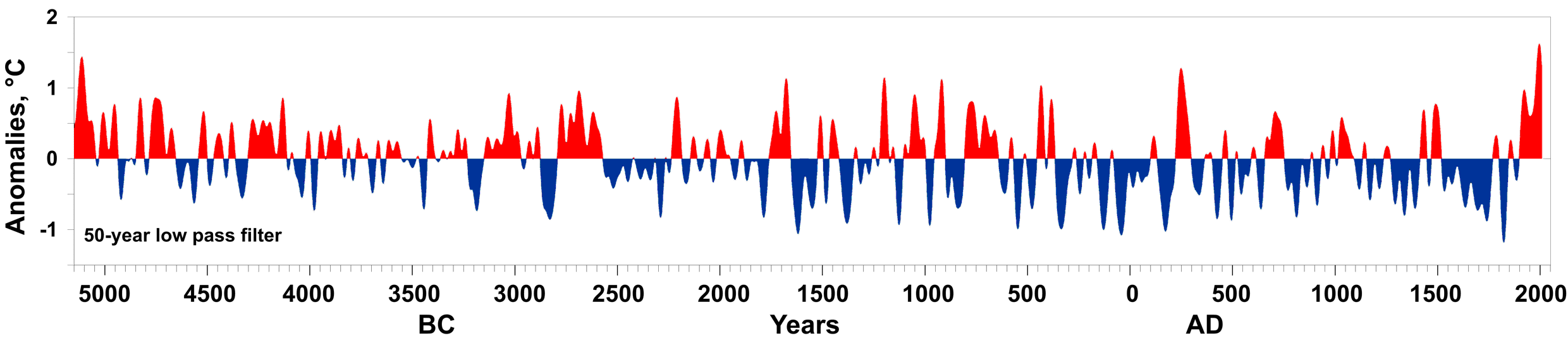
Variation of tree ring width translated into summer temperature anomalies برای ۷۰۰۰ سال گذشته، بر مبنای نمونه‌هایی از هولوسن deposits on Yamal Peninsula و Siberian now living conifers.

درخت‌اقلیم‌شناسی (به انگلیسی: dendroclimatology) یا اقلیم‌شناسی درختی، شاخه‌ای از درخت‌گاه‌شماری است که رابطه میان تغییرات اقلیمی و حلقه‌های سالانه رویشی درخت‌ها را بررسی می‌کند تا بتوان از این طریق به شرایط اقلیمی گذشته پی برد.
درختان در مناطق معتدله در هر سال رویش خود یک حلقه رویشی تولید می‌کنند و این منجر به افزایش قطر و رویش شعاعی درخت می‌گردد. اما این حلقه در سال‌های سخت رویش بسیار باریک و در سال‌های خوب رویش پهن می‌شود. این نوسانات رویش از سالی به سال دیگر منحنی رویش هر درخت در سال‌های پیاپی رویش را می‌سازد.
از این منحنی رویش داده‌های سودمندی در زمینه شرایط رویش درختان در سال‌هایی که هیچ ابزار اندازه‌گیری برای دمای محیط و دیگر داده‌ها وجود نداشت در اختیار قرار می‌دهد. دانشمندان به وسیله درخت‌اقلیم‌شناسی از این منحنی‌های رویش، اطلاعات دگرگونی‌های اقلیم گذشته را استخراج و پیش‌بینی‌هایی برای آینده انجام می‌دهند.
سازوکارهای فیزیولوژیکی پارامترهای اقلیمی به شکل پیچیده‌ای به تغییرات رشد شعاعی درخت انتقال می‌یابد. علاوه بر آن عوامل ویژه محیطی رویشگاه و رخدادهای طبیعی و دینامیکی ریتم این رخدادها نیز روی حلقه رویشی اثر می‌گذارد.
امروزه با شیوه‌های نوین رایانه‌ای می‌توان نقشه‌های گوناگون تحولات اقلیمی گذشته زمین را چه از نظر مکانی و چه از نظر زمانی ترسیم کرد. این علم دست‌اندرکاران مدیریت کشورها را قادر می‌سازد تا به برنامه‌ریزی علمی جلوگیری از رخدادهای آب‌وهوایی یا کنترل به‌هنگام آن بپردازند.